# Ђуро Радоњић
Ђуро Радоњић (Алексинац, 1949) српски је сликар који је својим делом значајно обележио нишку ликовну сцену осамдесетих и деведесетих година 20. века, као професор Факултета уметности у Нишу. Његово сликарство испуњено је мноштвом различитих оријентација, од поетике грађења класичне слике до другачијих интерпретација феномена визуелног у контексту постмодерних кретања на глобалној ликовној сцени некадашње Југославије и Србије.

## Живот и каријера
Рођен је 1949. године у Алексинцу, из кога је с краја шездесетих и током седамдесетих година 20. века одлазио на школовање прво у Уметничку школу у Нишу, а потом и на Ликовној академији у Београду, коју је уписао 1969. године, у класи двоје великих сликара, Љубице - Цуце Сокић,, а потом је наредне године студија провео у класи и Раденка Мишевића,. Међу наставницима били су му Тодор Стевановић и  Мирољуб Ђорђевић који су били у стању да у микро фрагменту сагледају есенцијалну супстанцу света у којој живе и пренесу је својим ученицима.
Дипломирао је 1974. године на Факултету ликовних уметности у Београду где је и магистрирао 1976. године у класи проф. Раденка Мишевића.
Као професор Уметничке школе у Нишу, 1996. године, биран је у звање доцент, касније и ванредни професор, на Грађевинско-архитектонском факултету у Нишу, за предмет Ликовно образовање.
По позиву Факултета ликовних уметности из Београда, за поптребе Одељење у Нишу, водио је наставу Вечерњи акт 1999/2000 и 2000/2001. године.
Од 2001. радио је као  управник Студијске групе за ликовне уметности и Студијске групе за примењене уметности при Филозофском факултету у Нишу, на којима је држао наставу Цртање и Сликање у звању ванредног професора.
Након оснивања Факултета уметности у Нишу 2002. године од стране Владе Републике Србије постављен је за вд декана. Након истека мандата декана 2004. године, водио је наставу Цртање и Сликање на Одсеку за ликовне уметности, где је 2006. године биран у звање редовни професор.
Од 2005. године, по позиву, држи и наставу Ликовне форме I и Ликовне форме II на Грађевинско-архитектонском факултету у Нишу.
Члан је УЛУС-а од 1975.године.

## Ликовно стваралаштво
Од самих почетака се Радоњић определио за неколико доминантних тематских
целина које је упорно развијао и дограђивао, и то онако како је сам
откривао структуру њиховог унутрашњег развијања, толико другачију од варљиве спољашње лепоте.
По речима Срђана Д Марковића, са Универзитет у Нишу, Факултет уметности – Одсек за ликовне уметности, Радоњиће се...
...определио се за пејсаж и ентеријер, а емпатија према пејсажу вуче порекло из његовог детињства и одрастања у Алексинцу, из додира са природном пиктуралношћу пејсажа у његовој околини и, изнад свега, чудесном светлошћу која постоји у пределима око њега. Да ли је реч о светлосним пулсацијама какве су типичне за пределе поред реке и њиховом прожимању са дубоким светлосним тоновима што егзистирају у шумарцима, шумама и ливадама околних брда, о продорима светлости кроз крошње дрвећа и њеном кретању и просецању таме? Може бити да га је дуг неми додир са лепотом света која исијава из тог односа нагнао на питање о смислу постојања дрвећа, о његовој подели на корен, стабло и крошњу, подели која, на неки начин, одговара човеку. И човек има корен што је урастао дубоко у земљу, дубоко у земаљски лавиринт. Он сâм је дрво, а крошња је оно што је резултат његовога стварања изнетог на белину платна са дугих путовања по лавиринту. Притом ваља рећи да је стваралац као средишња димензија у тој подели онај кроз чије се тело, ум и, у овом случају, руку одвија двосмерна комуникација: од подземне крошње (корена) до небеске крошње, и обратно, заправо треперење пејсажа у коме се осврћемо или наше унутрашње треперење које осећамо и видимо у подрхтавању дрвећа.

## Изложбе
Ђуро Радоњић је са својим ликовним делима учествовао на многобројним групним изложбама слика, цртежа и графика у Југославији, Србији и иностранству.
Самостално јеизлагао цртеже и слике у Београду, Алексинцу, Нишу, Лесковцу, Манастиру Прохор Пчињски, Крагујевцу, Врању, Прокупљу, Бору, Пироту, Гаџином Хану, Смедеревској Паланци, Бадену (Швајцарска), Великом Трнову (Бугарска).

## Награде и признања
- 1976. Београд, Специјална награда за сликарство Петар Лубарда;
- 1984. Ниш, II Награда Уметничке колоније Сићево;
- 1985. Београд, Награда Југоекспортана Октобарском салону;
- 1990. Ниш, Награда СИЗ-а Културе за изузетна достигнућа у култури за 1989. годину;
- 1993. Ниш, Откупна награда Classic Фабрике дувана Ниш;
- 1994. Ниш, Награда КПЗ за изузетна достигнућа у култури за 1993. годину;
- 2004. Пирот, Похвала као знак нарочитог признања на IV Видовданском салону УЛУСа;
- 2010. Ниш, Мали печат, Награда Нишког Графичког круга.